# Lista dos 100 melhores documentários brasileiros segundo a ABRACCINE
A lista dos 100 melhores documentários brasileiros reúne o resultado de uma inquirição realizada pela Associação Brasileira de Críticos de Cinema (ABRACCINE) com a participação dos principais críticos de cinema do Brasil. A lista foi publicada em um livro em edição de luxo chamado "Documentário Brasileiro - 100 Filmes Essenciais". Seu lançamento ocorreu em outubro de 2017. O livro também tem ensaios sobre as obras eleitas.

## Lista
| Rank | Título                                         | Ano  | Direção                                        |
| ---- | ---------------------------------------------- | ---- | ---------------------------------------------- |
| 1    | Cabra Marcado para Morrer                      | 1984 | Eduardo Coutinho                               |
| 2    | Jogo de Cena                                   | 2007 | Eduardo Coutinho                               |
| 3    | Santiago                                       | 2007 | João Moreira Salles                            |
| 4    | Edifício Master                                | 2002 | Eduardo Coutinho                               |
| 5    | Serras da Desordem                             | 2006 | Andrea Tonacci                                 |
| 6    | Ilha das Flores                                | 1989 | Jorge Furtado                                  |
| 7    | Notícias de uma Guerra Particular              | 1999 | Kátia Lund e João Moreira Salles               |
| 8    | Ônibus 174                                     | 2002 | José Padilha                                   |
| 9    | Di-Glauber                                     | 1977 | Glauber Rocha                                  |
| 10   | Aruanda                                        | 1960 | Linduarte Noronha                              |
| 11   | Prisioneiro da Grade de Ferro (Autorretratos)  | 2003 | Paulo Sacramento                               |
| 12   | O País de São Saruê                            | 1971 | Vladimir Carvalho                              |
| 13   | Viramundo                                      | 1965 | Geraldo Sarno                                  |
| 14   | ABC da Greve                                   | 1990 | Leon Hirszman                                  |
| 15   | Jango                                          | 1984 | Silvio Tendler                                 |
| 16   | Garrincha, Alegria do Povo                     | 1962 | Joaquim Pedro de Andrade                       |
| 17   | Imagens do Inconsciente                        | 1988 | Leon Hirszman                                  |
| 18   | Estamira                                       | 2005 | Marcos Prado                                   |
| 19   | Santo Forte                                    | 1999 | Eduardo Coutinho                               |
| 20   | Janela da Alma                                 | 2001 | Walter Carvalho e João Jardim                  |
| 21   | Conterrâneos Velhos de Guerra                  | 1990 | Vladimir Carvalho                              |
| 22   | A Opinião Pública                              | 1967 | Arnaldo Jabor                                  |
| 23   | Martírio                                       | 2017 | Vincent Carelli                                |
| 24   | Cidadão Boilesen                               | 2009 | Chaim Litewski                                 |
| 25   | Entreatos                                      | 2004 | João Moreira Salles                            |
| 26   | Maioria Absoluta                               | 1964 | Leon Hirszman                                  |
| 27   | Nós que Aqui Estamos por Vós Esperamos         | 1999 | Marcelo Masagão                                |
| 28   | São Paulo: A Symphonia da Metropole            | 1929 | Alberto Kemeny e Rex Lustig                    |
| 29   | Uma Noite em 67                                | 2010 | Ricardo Calil e Renato Terra                   |
| 30   | Corumbiara                                     | 2009 | Vincent Carelli                                |
| 31   | Elena                                          | 2012 | Petra Costa                                    |
| 32   | Justiça                                        | 2004 | Maria Ramos                                    |
| 33   | Peões                                          | 2004 | Eduardo Coutinho                               |
| 34   | Cinema Novo                                    | 2016 | Eryk Rocha                                     |
| 35   | A Música segundo Tom Jobim                     | 2012 | Dora Jobim e Nelson Pereira dos Santos         |
| 36   | Memória do Cangaço                             | 1965 | Paulo Gil Soares                               |
| 37   | Arraial do Cabo                                | 1959 | Mário Carneiro e Paulo César Saraceni          |
| 38   | O Poeta do Castelo                             | 1959 | Joaquim Pedro de Andrade                       |
| 39   | Que Bom Te Ver Viva                            | 1989 | Lúcia Murat                                    |
| 40   | A Paixão de JL                                 | 2015 | Carlos Nader                                   |
| 41   | Terra Deu, Terra Come                          | 2010 | Rodrigo Siqueira                               |
| 42   | Carro de Bois                                  | 1974 | Humberto Mauro                                 |
| 43   | Socorro Nobre                                  | 1995 | Walter Salles                                  |
| 44   | Mato Eles?                                     | 1982 | Sérgio Bianchi                                 |
| 45   | Lixo Extraordinário                            | 2010 | Karen Harley, João Jardim e Lucy Walker        |
| 46   | A cidade é uma só?                             | 2011 | Adirley Queirós                                |
| 47   | Soy Cuba: O Mamute Siberiano                   | 2004 | Vicente Ferraz                                 |
| 48   | Os Anos JK - Uma Trajetória Política           | 1980 | Silvio Tendler                                 |
| 49   | Tudo É Brasil                                  | 1997 | Rogério Sganzerla                              |
| 50   | Iracema - Uma Transa Amazônica                 | 1974 | Jorge Bodanzky e Orlando Senna                 |
| 51   | Loki - Arnaldo Baptista                        | 2008 | Paulo Henrique Fontenelle                      |
| 52   | O Fim e o Princípio                            | 2005 | Eduardo Coutinho                               |
| 53   | Nelson Freire                                  | 2003 | João Moreira Salles                            |
| 54   | Doméstica                                      | 2012 | Gabriel Mascaro                                |
| 55   | Braços Cruzados, Máquinas Paradas              | 1979 | Roberto Gervitz e Sérgio Toledo                |
| 56   | Dzi Croquettes                                 | 2009 | Raphael Alvarez e Tatiana Issa                 |
| 57   | Brasília: Contradições de Uma Cidade Nova      | 1967 | Joaquim Pedro de Andrade                       |
| 58   | Triste Trópico                                 | 1974 | Arthur Omar                                    |
| 59   | O Dia Que Durou 21 Anos                        | 2012 | Camilo Galli Tavares                           |
| 60   | Simonal - Ninguém Sabe o Duro que Dei          | 2009 | Micael Langer, Calvito Leal e Cláudio Manoel   |
| 61   | Pan-Cinema Permanente                          | 2008 | Carlos Nader                                   |
| 62   | Diário de Uma Busca                            | 2010 | Flávia Castro                                  |
| 63   | Theodorico, o Imperador do Sertão              | 1978 | Eduardo Coutinho                               |
| 64   | Os Dias com Ele                                | 2012 | Maria Clara Escobar                            |
| 65   | Um Passaporte Húngaro                          | 2001 | Sandra Kogut                                   |
| 66   | Mataram Meu Irmão                              | 2013 | Cristiano Burlan                               |
| 67   | Juízo                                          | 2008 | Maria Ramos                                    |
| 68   | Pacific                                        | 2009 | Marcelo Pedroso                                |
| 69   | Branco Sai, Preto Fica                         | 2014 | Adirley Queirós                                |
| 70   | Maranhão 66                                    | 1966 | Glauber Rocha                                  |
| 71   | No Paiz das Amazonas                           | 1921 | Agesilau Araújo e Silvino Santos               |
| 72   | Cássia Eller                                   | 2014 | Paulo Henrique Fontenelle                      |
| 73   | Linha de Montagem                              | 1982 | Renato Tapajós                                 |
| 74   | Nelson Cavaquinho                              | 1969 | Leon Hirszman                                  |
| 75   | O Porto de Santos                              | 1978 | Aloysio Raulino                                |
| 76   | O Mercado de Notícias                          | 2014 | Jorge Furtado                                  |
| 77   | Vinicius                                       | 2005 | Miguel Faria Jr.                               |
| 78   | Orestes                                        | 2015 | Rodrigo Siqueira                               |
| 79   | Glauber o Filme, Labirinto do Brasil           | 2003 | Silvio Tendler                                 |
| 80   | Moscou                                         | 2009 | Eduardo Coutinho                               |
| 81   | Andarilho                                      | 2007 | Cao Guimarães                                  |
| 82   | O Céu Sobre os Ombros                          | 2011 | Sérgio Borges                                  |
| 83   | 33                                             | 2002 | Kiko Goifman                                   |
| 84   | As Canções                                     | 2011 | Eduardo Coutinho                               |
| 85   | Os Doces Bárbaros                              | 1976 | Jom Tob Azulay                                 |
| 86   | Já Visto Jamais Visto                          | 2014 | Andrea Tonacci                                 |
| 87   | Esta não é a sua vida                          | 1991 | Jorge Furtado                                  |
| 88   | Raul - O Início, o Fim e o Meio                | 2012 | Walter Carvalho                                |
| 89   | Subterrâneos do Futebol                        | 1964 | Maurice Capovilla                              |
| 90   | Wilsinho Galileia                              | 1978 | João Batista de Andrade                        |
| 91   | O Tigre e a Gazela                             | 1976 | Aloysio Raulino                                |
| 92   | A Alma do Osso                                 | 2004 | Cao Guimarães                                  |
| 93   | Hércules 56                                    | 2006 | Silvio Da-Rin                                  |
| 94   | Mr. Sganzerla: Os Signos da Luz                | 2012 | Joel Pizzini                                   |
| 95   | Homem Comum                                    | 2014 | Carlos Nader                                   |
| 96   | As Hiper Mulheres                              | 2012 | Carlos Fausto, Takumã Kuikuro e Leonardo Sette |
| 97   | Lacrimosa                                      | 1970 | Luna Alkalay e Aloysio Raulino                 |
| 98   | Imagens do Estado Novo: 1937-45                | 2016 | Eduardo Escorel                                |
| 99   | Nem Tudo É Verdade                             | 1986 | Rogério Sganzerla                              |
| 100  | Bethânia Bem de Perto - A Propósito de um Show | 1966 | Júlio Bressane e Eduardo Escorel               |